# سيف الأعظم
سيف الأعظم (1941 - 14 يونيو/حزيران 2020) طيار بنغالي خدم في جيش بلاده، كما شارك في الحرب العربية الإسرائيلية عام 1967 تحت قيادة الأردن ثم العراق، وأسقط عددًا من الطائرات الإسرائيلية، يعد الطيار الوحيد في التاريخ الذي خدم لصالح أربعة جيوش مختلفة.

## المولد والنشأة
ولد سيف الأعظم في بابنا بالبنغال عام 1941 لعائلة مسلمة وعاش مع عائلته في كالكتا حتى العام 1947 ثم هاجرت العائلة إلى باكستان الشرقية بعد قرار تقسيم شبه القارة الهندية وإنشاء باكستان وطنا لمسلمي شبه القارة.

## الدراسة والتكوين
استكمل تعليمه الأساسي في باكستان والتحق بكلية تدريب تابعة لسلاح الجو الباكستاني عام 1958 وتخرج فيها عام 1960 ليعين طيارا، حلق بطائرة Cessna T-37 ثم التحق بدورة تدريبية للطيران العسكري في ولاية أريزونا الأميركية احترف خلالها الطيران بطائرة F-86 Sabre، ثم عاد ليطير بنفس الطائرة في سلاح الجو الباكستاني عام 1963.

## الوظائف والمسؤوليات
عين مدربا للطيران في قاعدة موريبور الباكستانية عام 1963، ثم شارك في الحرب الباكستانية الهندية عام 1965 ضمن السرب السابع عشر الذي نجح في تنفيذ هجمات ضد أهداف هندية، وحاصرته طائرتان هنديتان في الجو ونجح في إسقاط إحداهما والعودة سالما لقاعدة سارجودا الجوية، بعد الحرب رقي قائدا للسرب الثاني في سلاح الجو الباكستاني عام 1966.
وفي نهاية العام 1966 عين مستشار السلاح الجو الملكي الأردني وحلق بطائرة هوكر هنتر التابعة للسرب الأول في سلاح الجو الملكي الأردني وشارك في حرب العام 1967 ضد الطائرات الإسرائيلية وأسقط إحداها وأصاب أخرى.
وبعد تدمير الطيران الإسرائيلي لعدد من الطائرات الأردنية بهجوم على قاعدة المفرق الجوية انتقل أعظم لسلاح الجو العراقي وحلق بطائرة هوكر هنتر ونجح بإسقاط طائرتين إسرائيليتين في الحرب العربية الإسرائيلية عام 1967.
في العام 1969 عاد إلى باكستان الشرقية وعين قائد سرب ليطير بطائرة Shenyang F-6 الصينية، وبعد استقلال باكستان الشرقية (بنغلاديش) عام 1971 عين أعظم مديرا لأمن الطيران في سلاح الجو البنغالي ثم رقي لمدير العمليات فيه وقائدا لقاعدة داكا الجوية عام 1977، وتقاعد عام 1980.
عين مديرا لهيئة الطيران المدني البنغالية لفترتين، ثم انتخب عضوا في البرلمان البنغالي بين العامين 1991 و1996، وافتتح شركة لتزويد معدات الطيران والتجارة عام 1996.

## الجوائز والأوسمة
حصل على «وسام الشجاعة» من سلاح الجو الباكستاني بعد مشاركته في الحرب ضد الهند عام 1965، وحصل على «وسام الاستقلال» من سلاح الجو الملكي الأردني تقديرا لمشاركته في حرب عام 1967.
كما نال «نوط الشجاعة» من سلاح الجو العراقي تقديرا لمشاركته في نفس الحرب، وقد كرمه الجيش الأميركي عام 2000 بتضمين اسمه بقائمة أفضل 22 طيارا على قيد الحياة «قائمة النسور الأحياء».